# Turniej o Puchar Rybnickiego Okręgu Węglowego 1984
Puchar Rybnickiego Okręgu Węglowego 1984 – zawody żużlowe, mające na celu wyłonienie zwycięzcy turnieju o Puchar ROW. Zawody w 1984 roku wygrał Piotr Pyszny.

## Finał
- Rybnik, 20 września 1984
- Sędzia: Marian Kaznowski

| Msc. | Zawodnik             | Klub           | Pkt  |             |  |
| ---- | -------------------- | -------------- | ---- | ----------- |  |
| 1    | Piotr Pyszny         | Rybnik         | 14   | (3,3,2,3,3) |  |
| 2    | Andrzej Huszcza      | Zielona Góra   | 12+3 | (0,3,3,3,3) |  |
| 3    | Antoni Skupień       | Rybnik         | 12+2 | (3,2,3,1,3) |  |
| 4    | Bogusław Nowak       | Gorzów Wlkp.   | 11   | (1,3,3,3,1) |  |
| 5    | Maciej Jaworek       | Zielona Góra   | 10   | (2,1,2,2,3) |  |
| 6    | Krzysztof Zarzecki   | Świętochłowice | 9    | (2,2,2,1,2) |  |
| 7    | Henryk Bem           | Rybnik         | 8    | (0,3,3,w,2) |  |
| 8    | Eugeniusz Błaszak    | Rzeszów        | 8    | (1,2,2,2,1) |  |
| 9    | Jerzy Rembas         | Gorzów Wlkp.   | 7    | (2,0,0,3,2) |  |
| 10   | Jan Nowak            | Rybnik         | 7    | (3,1,0,2,1) |  |
| 11   | Paweł Waloszek       | Świętochłowice | 7    | (2,2,1,2,d) |  |
| 12   | Wojciech Żabiałowicz | Toruń          | 4    | (3,0,1,0,0) |  |
| 13   | Bronisław Klimowicz  | Rybnik         | 3    | (1,1,1)     |  |
| 14   | Ryszard Czarnecki    | Rzeszów        | 3    | (1,1,d,0,1) |  |
| 15   | Tadeusz Wiśniewski   | Toruń          | 2    | (0,0,1,1,d) |  |
| 16   | Jerzy Kochman        | Świętochłowice | 0    | (d,0,0,0)   |  |
|      | rez. Piotr Liszka    | Rybnik         |      | (1,2,0)     |  |